# Moundville (Missouri)
Pour les articles homonymes, voir Moundville.
Moundville est un village situé au centre-sud du comté de Vernon, dans le Missouri, aux États-Unis,. Il est fondé en 1869 et incorporé en 1882.

## Démographie
Lors du recensement de 2010, le village comptait une population de 124 habitants. Elle est estimée, en 2016, à 121 habitants.

### Source de la traduction
- (en) Cet article est partiellement ou en totalité issu de l’article de Wikipédia en anglais intitulé « Moundville, Missouri » (voir la liste des auteurs).